# レイズライン
『レイズライン』（LEY'S LINE）とは2002年に製作された日本のインディーズ映画作品。JR中央線の飛び込み自殺を題材としている。

## 概要
JR中央線を舞台としながらJRの構内、車内のシーンは全編無許可のゲリラ撮影や隠し撮りによって撮影が行われており、オープニングにそのことが明示されている。
2002年の第6回みちのく国際ミステリー映画祭オフシアターコンペティショングランプリ&観客賞のW受賞、2002年の第3回TAMA NEW WAVEビデオ部門特別賞、2003年の第5回インディーズムービー・フェスティバル準グランプリなど様々な映画賞を獲得している。

## ストーリー
事故や自殺が多発する呪われた路線、中央線。お互い中央線の沿線に住んでいながら、会おうとすると何かの力が働いているかのように事故やトラブルが発生し、会うことが出来なくなってしまったカップル。なぜふたりは会えなくなってしまったのか、ふたりを阻む中央線に潜む力とは…。

## キャスト
- 金子梅華
- 祖父江唯
- 高藤健五
- 西冬彦
- 高橋亜子
- 大友麻帆

## スタッフ
- 監督：福谷修
- 脚本：福谷修
- プロデューサー：柴田一成
- 原作：福谷修
- 編集：福谷修
- 撮影：早坂伸
- CG・VFX：坂本サク
- 音楽：坂本サク
- イメージフォト：渡辺茂史

## 主題歌
- 「辺境」千の小鳥（アルバム『少年有理』）